# 욕계 아름다운 마음
욕계 아름다운 마음(팔리어: kāmāvacara-sobhanacittāni 까-마-와짜라 소-바나 찟따-니, kāma-sobhaṇa citta 까-마 소-바나 찟따, 영어: sense-sphere beautiful consciousness) 또는 욕계의 아름다운 마음은 특히 상좌부의 교학과 아비담마에서 사용하는 용어로, 무탐 · 무진 · 무치의 3선근이 함께하는 다음의 3종류의 총 24가지의 욕계 마음을 말한다.
- 욕계 유익한 마음 8가지  一 큰 유익한 마음 8가지라고도 한다.
- 욕계 과보의 마음 8가지  一 큰 과보의 마음 8가지라고도 한다.
- 욕계 작용만 하는 마음 8가지  一 큰 작용만 하는 마음 8가지라고도 한다.

욕계 유익한 마음과 욕계 과보의 마음은 범부와 수다원(예류) · 사다함(일래) · 아나함(불환)의 성자가 가지는 마음이고, 욕계 작용만 하는 마음은 붓다를 포함한 아라한만이 가지는 마음이다. 즉, 아라한의 마음은 후유를 낳을 어떠한 단서 즉 어떠한 집착 또는 욕망도 없기 때문에 선한(유익한) 작용만 할 뿐 선업도 쌓지 않아 후유를 낳지 않는다. 다만, 진여의 무분별지를 발현할 뿐이다.
욕계 아름다운 마음은 다음의 분류 또는 체계에 속한다.
- 욕계 · 색계 · 무색계 · 출세간에 속한 총 89가지 마음 또는 총 121가지 마음
  - 욕계 마음 54가지
    - 욕계의 해로운 마음  12가지 一 누적 12가지
    - 욕계의 원인 없는 마음 18가지 一 누적 30가지
    - 욕계 아름다운 마음 24가지 一 누적 54가지
      - 욕계 유익한 마음 一 8가지
      - 욕계 과보의 마음 一 8가지
      - 욕계 작용만 하는 마음 一 8가지

- 아름다운 마음 총 59가지 또는 91가지[5][6]
  - 욕계 아름다운 마음 24가지 一 누적 24가지
  - 색계 마음 15가지 一 누적 39가지
  - 무색계 마음 12가지 一 누적 51가지
  - 출세간의 마음 8가지 또는 40가지 一 누적 59가지 또는 91가지

## 목록
욕계 아름다운 마음 一 24가지
- 욕계 유익한 마음 一 8가지
			  1. 기쁨이 함께한, 지혜와 결합한, 자극받지 않은 마음
  2. 기쁨이 함께한, 지혜와 결합한, 자극받은 마음
  3. 기쁨이 함께한, 지혜와 결합하지 않은, 자극받지 않은 마음
  4. 기쁨이 함께한, 지혜와 결합하지 않은, 자극받은 마음
  5. 평온이 함께한, 지혜와 결합한, 자극받지 않은 마음
  6. 평온이 함께한, 지혜와 결합한, 자극받은 마음
  7. 평온이 함께한, 지혜와 결합하지 않은, 자극받지 않은 마음
  8. 평온이 함께한, 지혜와 결합하지 않은, 자극받은 마음
- 욕계 과보의 마음 一 8가지
			  1. 기쁨이 함께한, 지혜와 결합한, 자극받지 않은 마음
  2. 기쁨이 함께한, 지혜와 결합한, 자극받은 마음
  3. 기쁨이 함께한, 지혜와 결합하지 않은, 자극받지 않은 마음
  4. 기쁨이 함께한, 지혜와 결합하지 않은, 자극받은 마음
  5. 평온이 함께한, 지혜와 결합한, 자극받지 않은 마음
  6. 평온이 함께한, 지혜와 결합한, 자극받은 마음
  7. 평온이 함께한, 지혜와 결합하지 않은, 자극받지 않은 마음
  8. 평온이 함께한, 지혜와 결합하지 않은, 자극받은 마음
- 욕계 작용만 하는 마음 一 8가지 
			  1. 기쁨이 함께한, 지혜와 결합한, 자극받지 않은 마음
  2. 기쁨이 함께한, 지혜와 결합한, 자극받은 마음
  3. 기쁨이 함께한, 지혜와 결합하지 않은, 자극받지 않은 마음
  4. 기쁨이 함께한, 지혜와 결합하지 않은, 자극받은 마음
  5. 평온이 함께한, 지혜와 결합한, 자극받지 않은 마음
  6. 평온이 함께한, 지혜와 결합한, 자극받은 마음
  7. 평온이 함께한, 지혜와 결합하지 않은, 자극받지 않은 마음
  8. 평온이 함께한, 지혜와 결합하지 않은, 자극받은 마음

## 아름다운 마음
'아름다운'(팔리어: sobhana 소-바나, 영어: beautiful)이란 원인이 있는 것, 즉, 뿌리가 있는 것, 즉 무탐 · 무진 · 무치의 3선근의 일부 또는 모두와 함께하는 마음을 말한다.
아름다운 마음에는 욕계 · 색계 · 무색계 · 출세간에 속한  총 89가지 마음 또는 121가지 마음 가운데 첫째, 새로운 선한(유익한) 업을 쌓는 유익한 마음들이 모두 포함되며, 둘째, 과보의 마음으로서 그 자체로는 인과 측면에서 무기이지만 무탐 · 무진 · 무치의 마음작용(마음부수)과 함께하여 선한(유익한) 것으로 귀속시킬 수 있는 마음들, 즉, 잠재적인 선(유익함)을 가지고 있는 마음들이 포함되며, 셋째, 업을 쌓지 않고 무루의 지혜를 발현하는 출세간의 마음도 포함된다.
달리 말하면, 아름다운 마음은 모든 89가지 마음 또는 121가지 마음에서 12가지 해로운 마음과 18가지 원인 없는 마음의 총 30가지를 제외한 나머지 모든 마음을 말한다. 이 30가지를 아름답지 않은 마음이라 한다.